# Louis Kornprobst
«  Victor Bayle » redirige ici. Ne pas confondre avec Victor Bailey.
Pour les articles homonymes, voir Kornprobst.
Louis Victor Kornprobst, né le 1er septembre 1905 à Cherbourg et mort le 11 novembre 1990 à Nice, est un magistrat français. Il est connu pour ses travaux sur la responsabilité civile et pénale des médecins et, d'une façon plus générale, des professionnels de la santé. Il est l'auteur d’un traité qui a longtemps fait autorité, et de près d'une centaine de publications portant sur les très nombreux aspects de la responsabilité médicale. Il est officier dans l'ordre national de la Légion d'honneur.

## Biographie

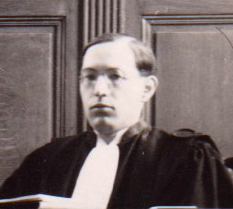
Louis Kornprobst en 1936, siégeant aux assises du tribunal de Draguignan.

Louis Kornprobst naît à Cherbourg le 1er septembre 1905, aîné d’une fratrie de 6 enfants. Son père, Henri Kornprobst, est officier de marine, issu d’une famille de meuniers d’origine allemande, installée d’abord en Alsace en 1716, puis en Franche-Comté en 1760. Sa mère, Émilie May , appartient à la bourgeoisie intellectuelle grayloise (de Gray, Haute Saône) ; son père était avocat, ancien bâtonnier au Tribunal de Gray (dont la cour a été supprimée en 1926).
Pendant son enfance, Louis va de port en port, au gré des affectations de son père. Toulon en 1906 (contre-torpilleur Arverne), Dunkerque en 1909 (groupe de torpilleurs de la « défense mobile »), Cherbourg à nouveau en 1912 (officier en second du croiseur Cosmao). La guerre apporte paradoxalement un répit à ces pérégrinations ; Henri rejoignant avec le Cosmao les forces navales de la Méditerranée, Émilie et ses enfants (maintenant au nombre de quatre) s’installent à Gray dans la maison familiale, malgré la proximité du front ; Émilie participe activement au soin des blessés, surtout américains (appartenant notamment à la fameuse 92e division) au moment de l’offensive de Frapelle. Ils restent à Gray jusqu’en 1920 et rejoignent Henri à Strasbourg où il vient de prendre les fonctions de directeur technique au Comptoir des Combustibles d’Alsace et de Lorraine.
À Strasbourg, Louis fréquente brièvement le lycée Fustel de Coulanges où il obtient son baccalauréat en juillet 1923. Il s’inscrit à la Faculté de Droit à l’automne et obtient sa licence en 1925 ; en 1927, il soutient une thèse de doctorat en droit civil. Il hésite alors entre deux directions : l’agrégation et l’enseignement supérieur d’une part, le concours de la magistrature d’autre part ? C’est finalement cette dernière voie qu’il choisit, avec succès.
Le 7 septembre 1929, il épouse à Toulon Marguerite Adrien, fille d’un officier de marine déjà bien connu des parents Kornprobst ; les époux auront deux enfants : Bruno, né en 1933 à Toulon, devient professeur de Droit Public à Dijon après avoir dirigé l’école de droit de Kaboul en Afghanistan ; Sabine, née à Grasse en 1936, avocate, décède accidentellement en 1965.
En 1930, il est nommé magistrat stagiaire au tribunal de Toulon et siège également à la cour d'assises de Draguignan. Il ne quitte plus cette région, nommé successivement à Grasse, Nice, Aix, et à nouveau Nice où il prend sa retraite en 1970. Totalement réfractaire à la Région Parisienne, il refuse toute promotion qui l’entraînerait vers la Chancellerie. Au cours de cette carrière judiciaire, il siège principalement dans la magistrature assise, à l’exception d’une brève période au début des années 40, au cours de laquelle il est procureur au tribunal de Grasse.
Louis Kornprobst décède à Nice le 11 novembre 1990.

## Un homme de culture

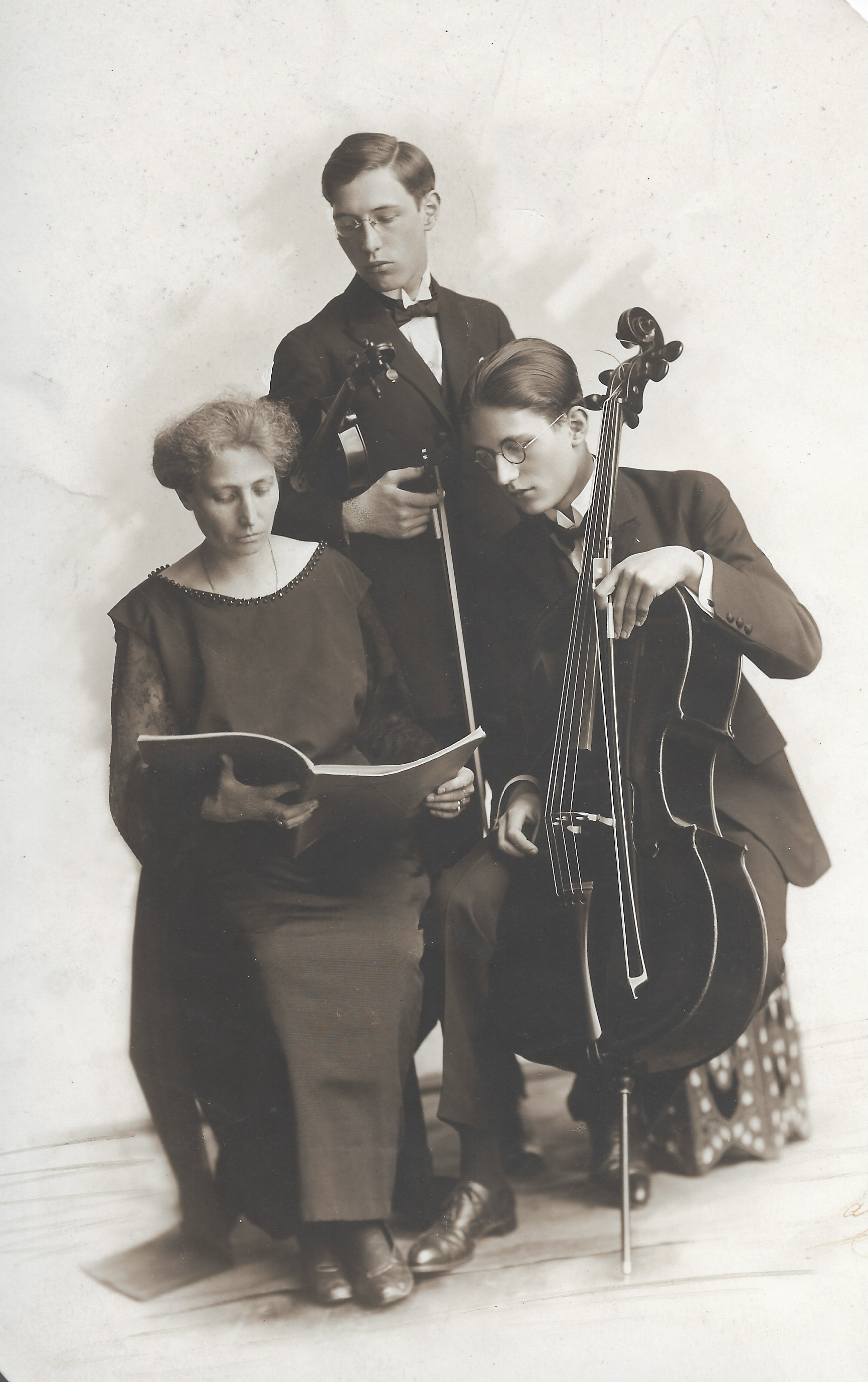
Louis Kornprobst (debout), son frère Jean (au violoncelle) et sa mère Émilie vers 1925.

Parallèlement à ses études, Louis s’intéresse de près à la littérature et, avec son frère Jean, fait partie d’un cercle de poésie à Strasbourg. L’un et l’autre sont particulièrement séduits par les légendes celtiques et sont des lecteurs assidus de Joseph Bédier et des œuvres diffusées par l’association Guillaume Budé. Louis est également mélomane et pratique le violon sur un très bon instrument (un Caressa & Français de 1920). À Strasbourg, il participe aux efforts menés notamment par Jacques de Lapparent pour familiariser les alsaciens avec la culture française ; sa présence dans la fosse d’orchestre du Bourgeois gentilhomme lors de plusieurs représentations, marque le point culminant de son adhésion à ce programme d’acculturation. Il anime jusqu’à la fin des années 60 un trio d’amateurs et suit assidument les saisons musicales des opéras de Nice et de Monte-Carlo ; presque tous les ans, il participe au festival de Bayreuth. Il apprécie le compositeur breton Joseph-Guy Ropartz auquel il consacre un ouvrage biographique en 1949 ; tiré à 300 exemplaires, il est aujourd’hui presque introuvable. Son goût pour l’écriture l’amène également à la rédaction d’un livre pour le moins insolite qu’il intitule L’amateur de parfums – Petit guide historique, instructif et badin à l’usage de ceux qui aiment les bonnes odeurs et craignent les mauvaises ; ressentant le caractère frivole de cette étude, peu compatible avec l’austérité de la magistrature, il utilise un pseudonyme – Victor Bayle – empruntant le patronyme de Jeanne, sa grand-mère maternelle. En fait cet ouvrage, dont la publication a été soutenue par les établissements Fragonard de Grasse, n’est rien moins que fantaisiste ; il s’agit d’un livre très documenté et très peu badin, qui couvre des champs aussi divers que la physiologie, la botanique (une trentaine de plantes sont décrites, ainsi que quelques autres substances), l’histoire depuis l’Antiquité et les techniques d’extraction des parfums ; la langue est … fleurie et le texte émaillé de poèmes et de citations classiques. Il s’agit en fait d’un livre peu banal qui témoigne de la haute culture de son auteur et qui a très probablement inspiré en partie Patrick Süskind . Louis s’intéresse aussi beaucoup à l’architecture antique et, dans les années 50-60, il effectue presque tous les ans un séjour à Rome où son beau-frère, Gabriel Rosaz, est diplomate à l’ambassade de France. Lorsqu’il réside à Nice, il ne manque jamais d’aller au moins chaque semaine visiter les tableaux de Brea à Notre-Dame-de-l’Assomption, à deux pas de chez lui sur la colline de Cimiez.

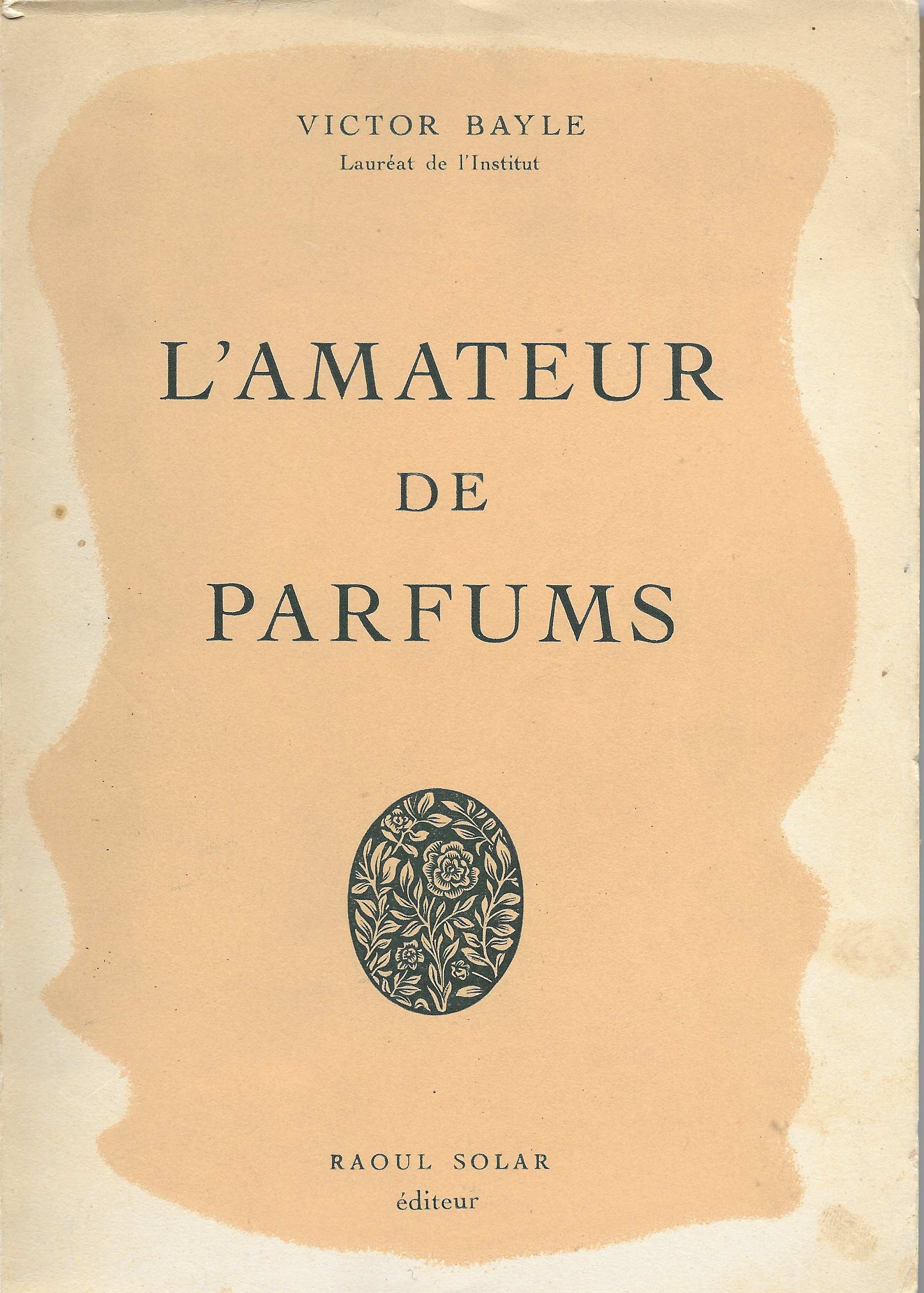
L'amateur de parfums, œuvre publiée sous le pseudonyme de Victor Bayle.

## Œuvre juridique
Louis est occupé à plein temps au palais par ses tâches de juge, assis ou debout. Mais, rentré chez lui le soir, il dépouille patiemment les annales judiciaires des tribunaux français et, tout en écoutant de la musique classique, il remplit consciencieusement des fiches au porte-plume, de sa petite écriture régulière. Il publie ainsi quatre ouvrages majeurs qui lui valent la considération des corps médical et juridique. Il envoie fréquemment de courts articles à différents supports, avec toujours la même démarche, informative plutôt qu’interprétative : sur les différents sujets qui le préoccupent, il dit d’abord la loi, si elle existe, puis fait part de la jurisprudence telle qu’elle a été établie par les jugements de telle ou telle juridiction.

### Banque

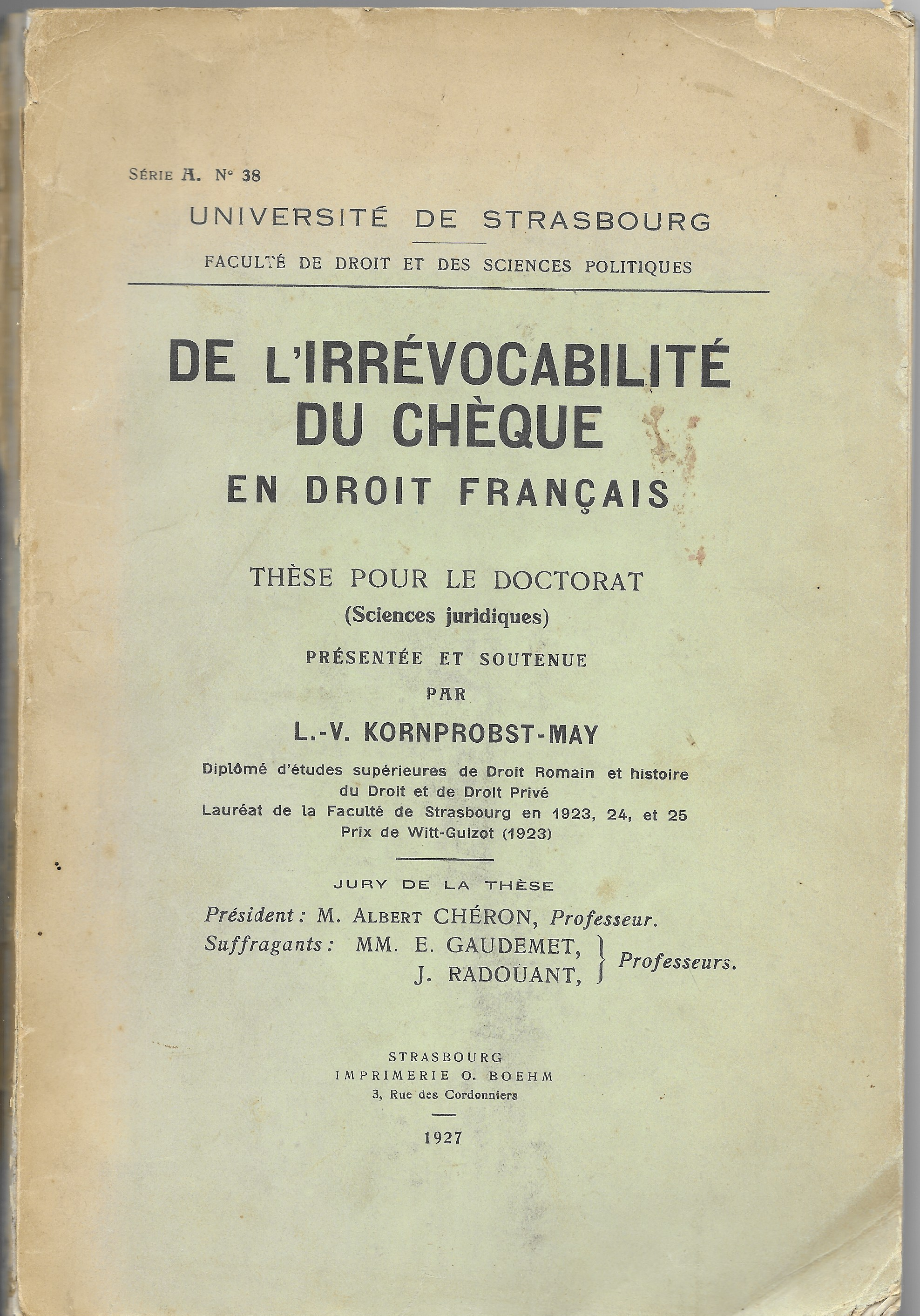
Thèse de Louis Kornprobst, soutenue en 1927.

Sa thèse de doctorat sur l’irrévocabilité du chèque est aussi la première expérience financière de Louis Kornprobst. En effet, l’un des problèmes juridiques du chèque bancaire, encore peu usité en France au début du xxe siècle, réside dans l’apparente contradiction entre, d’une part, le mandat confié par le tireur (le signataire du chèque) au tiré (le banquier) de verser une somme convenue au porteur (le destinataire du chèque) ; et, d’autre part, le droit imprescriptible de tout mandant dans la législation française de modifier à son gré son mandat à n’importe quel moment ; ce droit est exorbitant aux yeux du porteur puisqu’il peut le priver de sa provision au gré du tireur.  En outre, les relations financières éventuelles entre tireur, tiré et porteur, sont susceptibles de susciter différents conflits d’intérêt ayant fait l’objet de jurisprudences qui n’ont pas toujours été concordantes en fonction de l’angle de vision porté par le juge. A une époque (1927) où il était de l’intérêt de beaucoup d’acteurs économiques – et de l’État pour mieux contrôler la masse monétaire – de voir se développer en France ce mode de paiement moderne déjà largement utilisé en Grande-Bretagne, en Allemagne et aux États-Unis, il était important de clarifier un certain nombre de points – notamment celui tout à fait critique de l’irrévocabilité – et d’indiquer par quels moyens il était possible de perfectionner le système de paiement par chèque bancaire. La thèse de Louis Kornprobst apporte à cet égard son lot de pistes juridiques utiles.
Louis Kornprobst consacre plus tard plusieurs chroniques à des problèmes bancaires et commerciaux qu’il publie à l’Économie Nouvelle, à Banque (aujourd’hui Revue Banque), à la Gazette du Palais de Grasse, voire à Nice Matin, et ceci jusqu’en 1949. Il fait notamment le point sur la jurisprudence concernant la responsabilité des banques du fait de leurs employés. Il s’intéresse également à un litige qui a son importance sur la Côte d’Azur : celui qui oppose souvent les casinos à ceux de leurs clients qui règlent leurs dettes avec des chèques sans provision ; la jurisprudence est alors claire : le parquet ne transmet pas les plaintes, le joueur indélicat n’est pas poursuivi et l’établissement de jeu en est pour ses frais.

### Responsabilité civile du médecin
Juste après la guerre, Louis Kornprobst tombe sur un vieux compte rendu de la Gazette du Palais de Morlaix qui, en 1933, rapporte une décision déjà ancienne du tribunal : « L’article 1384 §1er du code civil s’applique en matière de responsabilité médicale dans les cas précis où le médecin utilise pour les besoins de son art une machine soumise à sa direction et qui, mal gardée, provoque des désordres chez ceux qui avaient eu besoin de recourir à cette machine dirigée par le praticien ». Le sujet paraît passionnant à Louis Kornprobst et, dès lors, il collectionne les fiches sur les décisions judiciaires qui s’y rapportent et étudie en détail les écrits antérieurs qui le concernent. En 1946 il publie lui-même une chronique sur cet objet et, l’année d’après, il met à la disposition des juristes et des médecins un gros volume (376 pages) portant entièrement sur le problème de la responsabilité médicale; cet ouvrage est récompensé par le prix Limantour de l'Académie des sciences morales et politiques. Jugeant sans doute cet effort insuffisant, il continue à collecter les données et, en 1957, c’est une somme colossale de 1 060 pages qu’il propose à ses lecteurs. Quelques années plus tard, en 1960, en collaboration avec sa fille Sabine Delphin, il apporte un certain nombre d’éléments supplémentaires dans un nouvel ouvrage qui donne une large part à la vision de l’avocate. Enfin, en 1966, il s'associe à Georges Jullien et André Mathias pour écrire un 4e livre plus spécialement consacré aux auxiliaires médicaux. Il n’est pas possible d’analyser en détail une telle quantité d’informations, mais les grandes lignes peuvent en être définies en brossant les traits principaux de cette œuvre.

### Responsabilité du médecin devant la loi et la jurisprudence françaises
Louis Kornprobst définit les fondements légaux de l’exercice de la médecine par opposition à son exercice illégal qui est poursuivi par la loi. Outre les caractéristiques de son art, le médecin a évidemment un rôle spécifique dans la société dans la mesure où il est censé conserver le secret médical pour protéger ses patients et leurs familles, et où la collectivité attend de lui notamment des certificats et attestations qui ne doivent pas être mises en doute. Cette confiance qui doit être accordée au médecin par les autorités comme par le public, n’écarte pas la responsabilité qu’il peut avoir dans l’échec de ses soins, mais celle-ci n’est pas forcément de nature délictuelle : « Si le simple défaut de science ou le défaut de succès ne suffisent pas pour motiver une action contre les médecins, il peut se rencontrer des circonstances où le dol, la mauvaise foi, une pensée criminelle, une négligence inexcusable, et d’autres faits du même genre […] consistant de leur part un manquement aux devoirs de leur état tel qu’on ne pourrait proclamer, en pareil cas, l’irresponsabilité de l’homme de l’art sans mettre en péril le reste de la société ». C’est sur ce principe qu’est fondée la notion de faute professionnelle et de responsabilité civile et pénale du médecin.

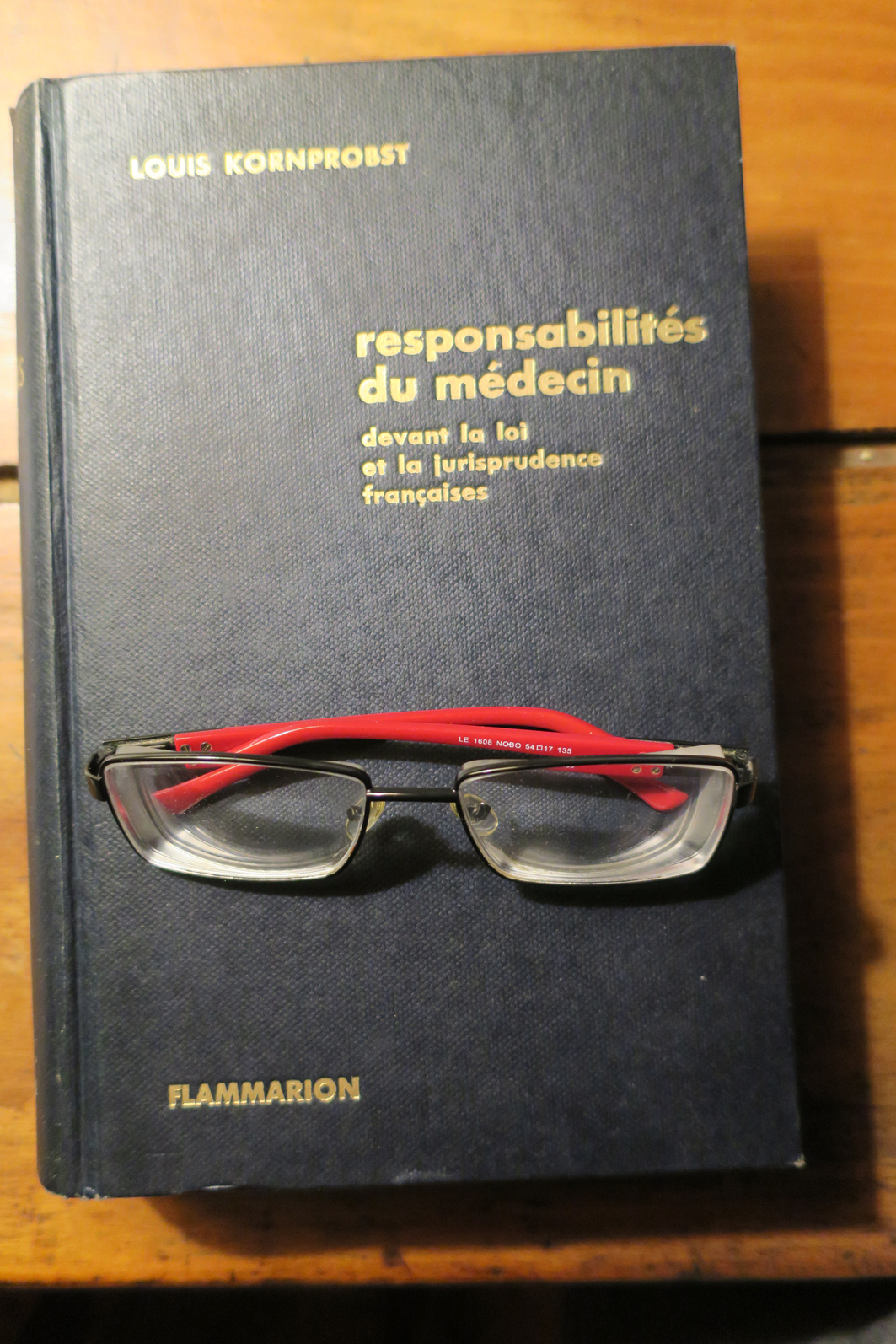
L'œuvre majeure de Louis Kornprobst : 1060 pages d'érudition médico-juridique.

En dépit de la mise en place en 1945 d’une sécurité sociale très large, la médecine est restée en France fondamentalement libérale admettant la liberté d’installation pour le médecin et le choix du praticien pour le patient ; le médecin lui-même est en principe libre du choix de ses pratiques mais ce droit est limité par l’obligation de porter secours à une personne en danger qui, si elle n’est pas respectée, peut conduire l’homme de l’art devant les tribunaux au titre de l’article 63 du code pénal. Les relations médecin-patient sont définies par un « contrat de soins », purement moral, en vertu duquel le praticien tend vers un but curatif qui « doit tenir compte du tempérament du malade et ne pas prescrire à la légère des traitements dont la réaction serait pire que le mal dont il est atteint » (jurisprudence du tribunal civil de Saint-Quentin, 20 avril 1891). Le praticien doit informer le malade de son état et obtenir son consentement pour le traitement qu’il propose, médicamenteux ou chirurgical ; cette condition est naturellement limitée dans le cas de personnes « incapables » (qui doivent alors être représentées légalement) et par le fait qu’il est difficile d’infliger un cours détaillé de médecine ou de chirurgie au patient. De son côté, le patient doit la sincérité la plus complète sur son état et ses antécédents et doit bénéficier en retour du plus parfait secret médical. Placé en général devant un éventail plus ou moins large de médications possibles, le médecin est libre de son choix en vue d’une guérison dans les meilleures conditions. Mais le face-à-face tacite médecin-patient est désormais perturbé par l’intervention de plusieurs tiers : le médecin de la Sécurité Sociale et le médecin du travail, dont les interventions de nature économique peuvent modifier la prescription et donc entraîner des conflits.
L’erreur de diagnostic, toujours possible, n’est généralement pas retenue à charge, sauf lorsqu’elle résulte de l’ignorance de faits évidents ; un pronostic erroné sur l’évolution du mal n’est pas non plus condamnable, mais il vaut mieux éviter d’en faire ! La négligence évidente (défaut de prescription d’une injection antitétanique en cas de plaie profonde, par exemple, ou bien stérilisation incomplète d’instruments chirurgicaux) est en revanche considérée comme coupable. Les résultats de la prescription de traitements nouveaux peuvent s’avérer problématiques : « l’expérimentation sur l’homme, source incomparable d’enseignements est nécessaire au progrès de la médecine, mais chacun se demande si elle est licite et quels sont ses fondements moraux ».
L’issue du traitement n’est pas toujours appréciée par le patient, ou par ses proches, qui peuvent alors se tourner contre le praticien et le traîner devant les tribunaux. Un grand nombre de jugements ont ainsi été prononcés dont les ouvrages de Louis Kornprobst donnent un large échantillonnage sur près d’un siècle, qu’il s’agisse de fautes professionnelles avérées ou de procédures abusives conclues par le déboutement des plaignants. Les motifs des actions en justice ont des origines multiples. A côté des classiques erreurs liées à la rédaction fautive ou à la lecture erronée des ordonnances, qui conduisent parfois à des confusions dramatiques, la plus grande part des conflits judiciaires sont liés à l’obstétrique et à la chirurgie, domaines dans lesquels les accidents, fautifs ou non, peuvent avoir des conséquences tragiques et brutales qui  bouleversent profondément les proches des victimes et les incitent à demander à la justice de rechercher et punir les coupables. La branche esthétique de la chirurgie est maintenant de plus en plus souvent présente devant les tribunaux, tel ou telle étant mécontent de son nouveau nez, de sa nouvelle bouche ou de toute autre partie de son corps refaçonnée par le chirurgien. Mais, en réalité, aucun des domaines de la médecine n’est à l’abri des plaintes des patients ou de leurs proches. Louis Kornprobst donne ainsi les références de plusieurs centaines de jugements concernant des plaintes très variées. Sauf dans des cas particulièrement simples et évidents (opération en état d’ivresse par exemple, ou bien confusion inadmissible de produits), les procédures sont longues et complexes car les certitudes ne sont généralement pas absolues ; fondées sur des batailles d’experts, elles n’aboutissent généralement pas en première instance, mais en appel ou même en cassation.
Malgré le caractère sévère du sujet, la prose de Louis Kornprobst est très agréable à lire car pétrie de références historiques depuis l’Antiquité et illustrée par une très grande quantité d’exemples qu’on aurait envie de qualifier d’anecdotes si la matière n’était pas aussi grave. La langue est très riche et le discours témoigne d’une étonnante connaissance du domaine médical tout comme, bien entendu, du contexte juridique. La médecine a bien évolué depuis 1957, et la jurisprudence aussi, en dépit de quoi les ouvrages de Louis Kornprobst gardent tout leur intérêt et sont encore souvent cités aujourd’hui.

### Jurisprudence au jour le jour
À partir de 1966, Louis Kornprobst ne se lance plus dans l’écriture de gros volumes mais continue à suivre attentivement l’évolution de la jurisprudence à travers les jugements rendus par les tribunaux français ; il publie ses observations sous la forme de courtes notes (généralement deux pages imprimées) dans des supports spécialisés : Revue Internationale de Droit Comparé, Médecine Légale et Dommages Corporels, Annales de Chirurgie Plastique, par exemple ; il écrit également des articles dans des quotidiens ou des hebdomadaires, participe à plusieurs colloques et congrès internationaux et prononce de nombreuses conférences devant des publics variés.
Entre 1962 et 1975, il publie 78 articles dans La Presse Médicale (qui devient La Nouvelle Presse Médicale en 1973), tenant dans cet organe le rôle d’un chroniqueur régulier. Dans ces articles il revient sur de nombreux points abordés dans ses livres, qu’il précise et actualise. Il insiste spécialement, à diverses reprises, sur le secret médical attaqué — en vain — par des compagnies d’assurance et dont le caractère absolu a été porté devant le Conseil d’État ; le fait qu’il puisse être invoqué dans le cas d’un avortement criminel est même justifié par un tribunal ; il se penche aussi sur les risques encourus par ce secret lors de perquisitions policières et de saisies judiciaires. En 1968, il commente assez longuement la loi Neuwirth sur la contraception et, en 1969, il revient sur ses décrets d’application. Il est également confronté à de brûlants sujets d’actualité. On peut en retenir deux : 1) le décès dramatique de la romancière Albertine Sarrazin à la suite de l’ablation d’un rein faite dans des conditions opératoires jugée fautives en appel (Montpellier, 1971) ; Louis note avec surprise que seul l’anesthésiste est condamné, le chirurgien étant relaxé ; la cour de Toulouse donnera raison à ses réserves en 1973, en condamnant équitablement les deux praticiens ; 2) le refus des transfusions sanguines opposé systématiquement par certaines sectes chrétiennes ; cette attitude a parfois posé de graves problèmes déontologiques et juridiques aux équipes chirurgicales.

## Un humaniste au service de la justice
Louis Kornprobst était connu au Palais pour son attachement à la loi, qu’il entendait appliquer avec rigueur mais avec discernement. Il faisait preuve de mansuétude à l’égard des petits primo-délinquants mais se montrait sévère avec les récidivistes et avec les escrocs. Il était connu aussi pour son humour et Nice-Matin rapportait souvent ses traits d’esprit lors des comptes rendus d’audience ; n’avait-il pas condamné un débiteur malhonnête à rembourser sa dette le jour de la Toussaint sous peine d’astreinte, alors qu’il avait crié à son créancier : « tes sous, tu les reverras à la Saint-Glinglin » ! Sa très grande culture dans un grand nombre de domaines de la science et des arts ainsi que son immense compétence juridique, sa courtoisie et son urbanité, faisaient de lui un parfait honnête homme au sens du Grand Siècle.